# Scelta Cittadina
Scelta Cittadina (in spagnolo: Opción Ciudadana) è un partito politico colombiano di estrema destra fondato nel 2009 con il nome di Partito di Integrazione Nazionale (Partido de Integración Nacional); ha assunto la corrente denominazione nel 2013.
Il partito si è affermato a seguito dello scioglimento di Convergenza Cittadina (Convergencia Ciudadana), dopo lo scandalo di esponenti politici del partito legati a gruppi paramilitari colombiani, in particolare le Autodefensas Unidas de Colombia. Convergenza Cittadina, a sua volta, era stata fondata nel 1997.